# Бадуєв Мовжді Сулейманович
Мовжді (Мовждін) Сулейманович Баду́єв (нар. 1912, Грозний — пом. 28 серпня 1967, Грозний) — чеченський радянський актор; народний артист Чечено-Інгуської АРСР з 1943 року. Чоловік актриси Асет Ісаєвої, брат письменника Саїда Бадуєва.

## Біографія
Народився у 1912 році у місті Грозному (нині Чеченська Республіка, Російська Федерація) у сім'ї торговця. Закінчив середню школу. З 1928 року займався у драматичному гуртку, який згодом став театральною студією. Протягом 1934—1935 років навчався у театральній студії в Тбілісі.
З 1936 року працював у Чеченському драматичному театрі у Грозному. Під час німецько-радянської війни з театром виступав на фронтах перед бійцями Червоної армії. Протягом 1944—1957 років був депортований. Після повернення в Чечню знову грав у театрі, проте, через здобуті у засланні вади слуху, у 1964 році залишив сцену. Загинув у Грозному 28 серпня 1967 року, потрапивши під поїзд.

## Ролі
- Алі («Зайнап» Білала Саїдова);
- Ахмед («Тамара» Ідріса Базоркіна);
- Бублик («Платон Кречет» Олександра Корнійчука);
- Гуревич («Очна ставка» братів Леоніда і Петра Турів і Льва Шейніна);
- Кікіла («Хоробрий Кікіла» Георгія Нахуцрішвілі та Бориса Гамрекелі);
- Труфальдіно («Слуга двох панів» Карло Ґольдоні).